# Rhyacotriton
Rhyacotriton és un gènere d'amfibis urodels, l'únic de la família Rhyacotritonidae, que viuen al nord-oest dels Estats Units.

## Taxonomia
Abans el gènere Rhyacotriton formava part de la família Ambystomatidae, després es va incloure a Dicamptodontidae. Finalment l'any 1992 varen tindre llur pròpia família. El mateix any, la fins llavors única espècie, Rhyacotriton olympicus, va ser dividida en quatre espècies com a resultat de certes proves d'anàlisi genètica.

## Característiques
Aquests tritons tímids i menuts es troben només al nord-oest dels Estats Units, California, Oregon i Washington.

## Taxonomia
- Rhyacotriton cascadae
- Rhyacotriton kezeri
- Rhyacotriton olympicus
- Rhyacotriton variegatus